# Yeixim Khan
Yeixim Khan (Ishim Khan) fou kan de l'Horda Petita Kazakh. Era fill d'Erali Khan al que va succeir a la seva mort el juny del 1794. Una part de l'Horda va proclamar llavors kan al seu parent Abu l-Ghazi Khan, fill de Ghaip Khan (que havia estat kan de Khivà). Yeixim era favorable a Rússia i home de bon caràcter i aviat fou reconegut, però els kazakhs no volien sotmetre's a Rússia i molts insistien a retirar-se cap al Sirdarià.
Yeixim va informar a les autoritats d'Orenburg de la situació i del fet que no podia castigar a les bandes de saquejadors que operaven instigades pel cap rebel Sirim Batir. El 1795 aquest darrer, aliat al kan de Bukharà, va intentar aliar-se també amb el kan de Khivà, i va escriure una carta insolent al governador d'Ufa, fent tot seguit un atac a Ilezhoigorodok, la fortalesa dels calmucs, i altres punts de la línia de fortins de l'Iletzk. Yeshim va capturar dos dels seus homes i els rebels li van arribar a imposar una multa (kun) de dos mil ovelles. El setembre de 1795 els partidaris de Yeixim es van reunir prop d'Orenburg i van fer formalment l'elecció de kan (17 de setembre de 1795). Yeshim va proclamar com a política la vida tranquil·la i en pau amb Rússia, principis als que es va mantenir fidel.
Sirim Batir i els seus, hostils a aquesta política, el van atacar sobtadament prop de la posició fortificada de Krasnoiarsk (novembre de 1797) i Yeixim va morir. Les seves terres foren saquejades i els kazakhs van atacar repetidament les posicions russes de frontera. El govern de l'Horda fou confiat a un consell amb dos representants de cada tribu presidit per Aichuvak Khan, fill d'Abu l-Khayr Khan.